# Jonathan Tunick
Jonathan Tunick (New York City, 19 aprile 1938) è un arrangiatore e compositore statunitense. Molto apprezzato per le sue orchestrazioni di musical di Broadway, Jonathan Tunick è uno dei diciannove artisti ad aver conseguito il titolo di "EGOT", grazie alla vittoria di tutti e 4 i premi più prestigiosi dello show-business (il Premio Emmy, il Grammy Award, il Premio Oscar e il Tony Award).

## Filmografia parziale

### Cinema
- Gigi (A Little Night Music), regia di Harold Prince (1977)
- Bronx 41º distretto di polizia (Fort Apache, The Bronx), regia di Daniel Petrie (1981)
- Amore senza fine (Endless Love), regia di Franco Zeffirelli (1981)
- Prova a incastrarmi - Find Me Guilty (Find Me Guilty), regia di Sidney Lumet (2006)

### Televisione
- Colombo (Columbo) - serie TV, 1 episodio (1978)
- Angeli volanti (Flying High) - serie TV, 3 episodi (1978)
- American Playhouse - serie TV, 2 episodi (1982-1984)
- Storie incredibili (Amazing Stories) - serie TV, 1 episodio (1985)
- Disneyland - serie TV, 2 episodi (1986-1987)
- La signora in giallo (Murder, She Wrote) - serie TV, 4 episodi (1992)

## Riconoscimenti
- Premio Oscar
  - 1978 - Migliore colonna sonora per Gigi